# Casio Computer
Casio Computer Co., Ltd. (カシオ計算機株式会社 Kashio Keisanki Kabushiki-gaisha?) es una corporación multinacional japonesa fabricante de electrónica de consumo con sede en Shibuya, Tokio, Japón. Fue fundada en 1946 por el ingeniero y empresario Tadao Kashio, de cuyo apellido procede el nombre de la empresa. En 1957 la compañía lanzó al mercado la primera calculadora compacta totalmente eléctrica. La empresa es mayormente conocida por sus calculadoras y relojes, pero también diseña y fabrica equipos de sonido, PDAs, cámaras digitales y teclados electrónicos. Fue una de las primeras innovadoras en cámaras digitales, y durante las décadas de 1980 y 1990 la empresa desarrolló numerosos teclados electrónicos para músicos además de introducir los primeros relojes de muñeca digitales producidos en masa.

## Historia
Casio fue fundada en abril de 1946 con el nombre de Kashio Seisakujo por Tadao Kashio (1917-1993), un ingeniero especializado en la fabricación de tecnología. Después de graduarse en la secundaria, Tadao comenzó a trabajar como aprendiz de operador de torno. El dueño de la fábrica reconoció las habilidades de Tadao y lo alentó para que estudiara en Waseda Koshu Gakko (ahora Universidad de Waseda), mientras trabajaba en la fábrica. Mientras, Kashio ganó experiencia en variedad de trabajos, haciendo ollas, sartenes y lámparas para bicicletas, y pronto ganó buena reputación que le trajo subcontratos para hacer piezas.
En 1946, Tadao estableció su propio negocio llamado Kashio Seisakujo, en Mitaka (Tokio), para reparar máquinas emisoras de billetes de avión y reparaba máquinas del aeropuerto. A los 30 años de edad se inició en el mundo de la tecnología, reparando las máquinas que imprimían billetes de avión en el aeropuerto de Tokio, después de la Segunda Guerra Mundial.
Un día le llevaron a su pequeño taller para reparar una calculadora, utilizada en las oficinas del aeropuerto por los militares que controlaban el transporte en Japón, era una máquina grande montada sobre una mesa con ruedas, parecida a un dispensador de bebidas automático, con palancas y teclas mecánicas, basada en la primera computadora de datos que ayudó a los aliados a ganar la guerra. Entonces decidió fabricar una calculadora más pequeña, que pudiera ser transportada de un escritorio a otro. Para reducir su tamaño instaló los primeros transistores conocidos e implementó el teclado numérico con la clave de 0 hasta el 9, considerado la primera solución de alta tecnología de Japón y que es utilizado en todos los sectores electrónicos en la actualidad. Los militares necesitaban estas calculadoras y las instalaron en las oficinas de transporte, correo, estaciones de tren, servicios, electricidad, teléfonos y ministerios del gobierno, encargado de la reconstrucción del país.
Instaló su primera fábrica de calculadoras en Tokio en 1949, para atender la demanda nacional de un país que se estaba levantando de la destrucción de la guerra. Luego se centró en los nuevos relojes de mesa, que podían funcionar con un pequeño cristal de cuarzo que al recibir el impulso eléctrico de una batería, podían emitir una señal electrónica cada segundo para mover las manecillas convencionales que indicaban la hora. 
En 1956 instaló un centro de investigación y desarrollo de nuevas tecnologías, para aplicarlas a otras necesidades de la sociedad, y en 1969 inventó el primer reloj de pulsera de cuarzo con pantalla digital de cristal líquido (LCD) lo suficientemente pequeño para sujetarlo en la muñeca, el Casiotron. 
En 1970, gracias a los desarrollos del centro de investigación, aparecieron varios equipos electrónicos que convirtieron a Japón en un centro del desarrollo de la tecnología electrónica moderna. Salieron a la venta nuevas calculadoras de bolsillo, relojes con cronómetros y traductores de idiomas.
En 1974 Casio inventó el primer televisor de bolsillo con una pantalla plana en blanco y negro, entonces su fundador Tadao Kashio solicitó al centro de investigación y desarrollo "R & D Center" que la pantalla debía ser en color, para poder mostrar con claridad los colores de la naturaleza, pero le dijeron que no existía una pantalla LCD en color en el mundo. Entonces el equipo del centro de investigación y desarrollo se decidió a inventar una nueva pantalla de LCD "Liquid Cristal Display" en color de TFT "Thin-Film Transistor", que cambia la luz que emite al recibir distintas frecuencias eléctricas, considerado el mejor invento de la empresa Casio y motivo de orgullo para su fundador, considerado uno de los padres del Japón moderno. Dicha tecnología fue patentada por Casio y sigue vigente. 
En la década de 1980 fabricó los primeros relojes con videojuegos incorporados (tipo Game & Watch).

## Productos importantes a lo largo del tiempo
- 1957: La primera calculadora compacta eléctrica portátil, el modelo 14-A.
- 1965: La calculadora 001.
- 1972: Casio Mini.[7] Se vende por 12.800 yenes, superando los 10 millones de unidades en ventas.
- 1974: El Casiotrón, un reloj con calendario automático, incluyendo día del mes y años bisiestos.
- 1980: El Casiotone, un teclado musical.
- 1980: EL reloj con calculadora incluida modelo C -80.
- 1983: El reloj G-Shock, modelo DW-5000C (gama de relojes de la marca impulsada por el japonés Kikuo Ibe).
- 1985: Su primer sintetizador profesional, el CZ-101.
- 1985: La primera calculadora gráfica, el modelo fx-7000G.
- 1989: El Reloj Digital Casio F-91W (el cual sigue fabricándose todavía en el año de edición de este artículo: 2021).
- 1995: La QV-10, la primera cámara digital con pantalla TFT.

## Galería

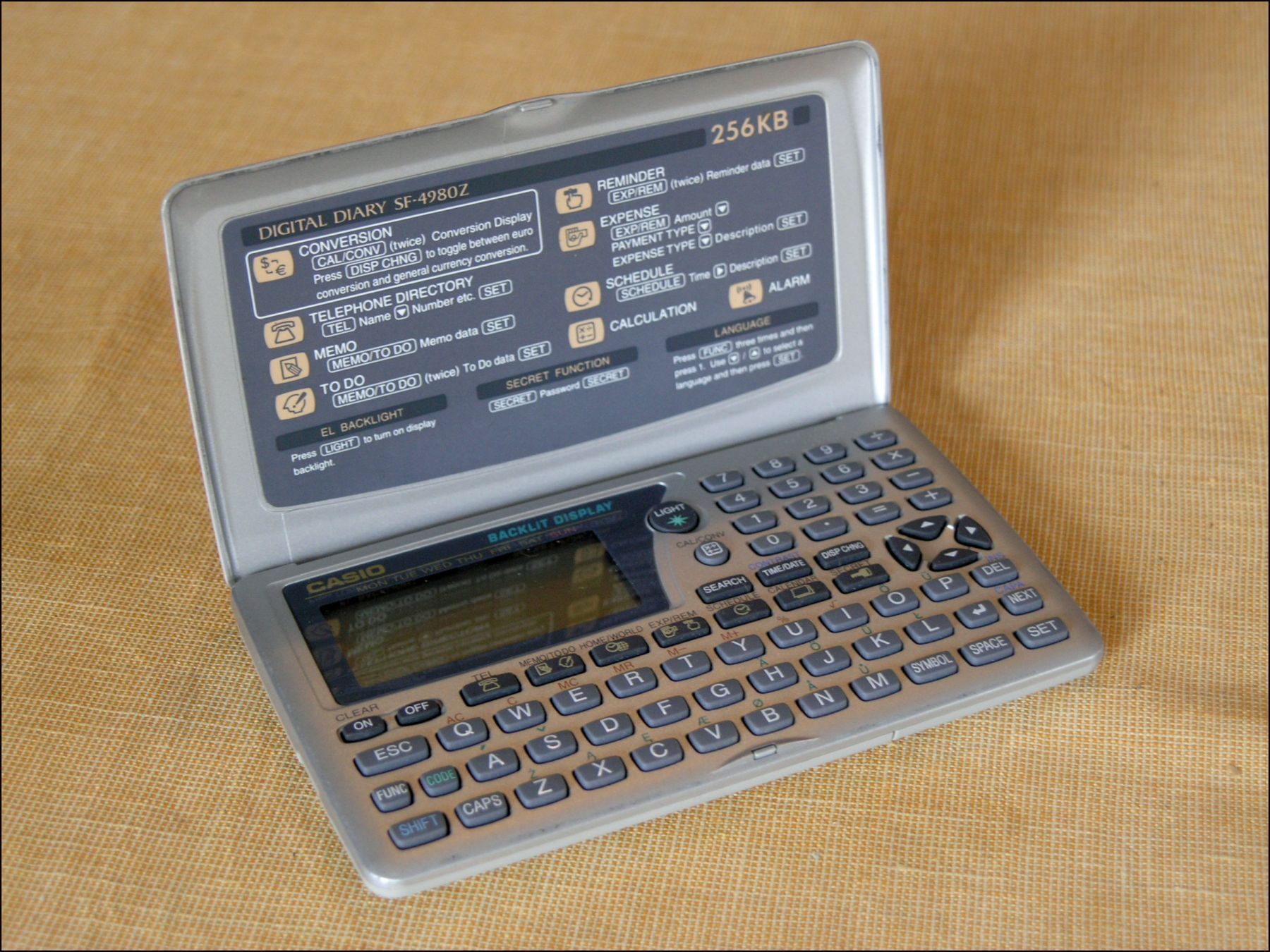
Agenda personal Casio SF-4980Z.
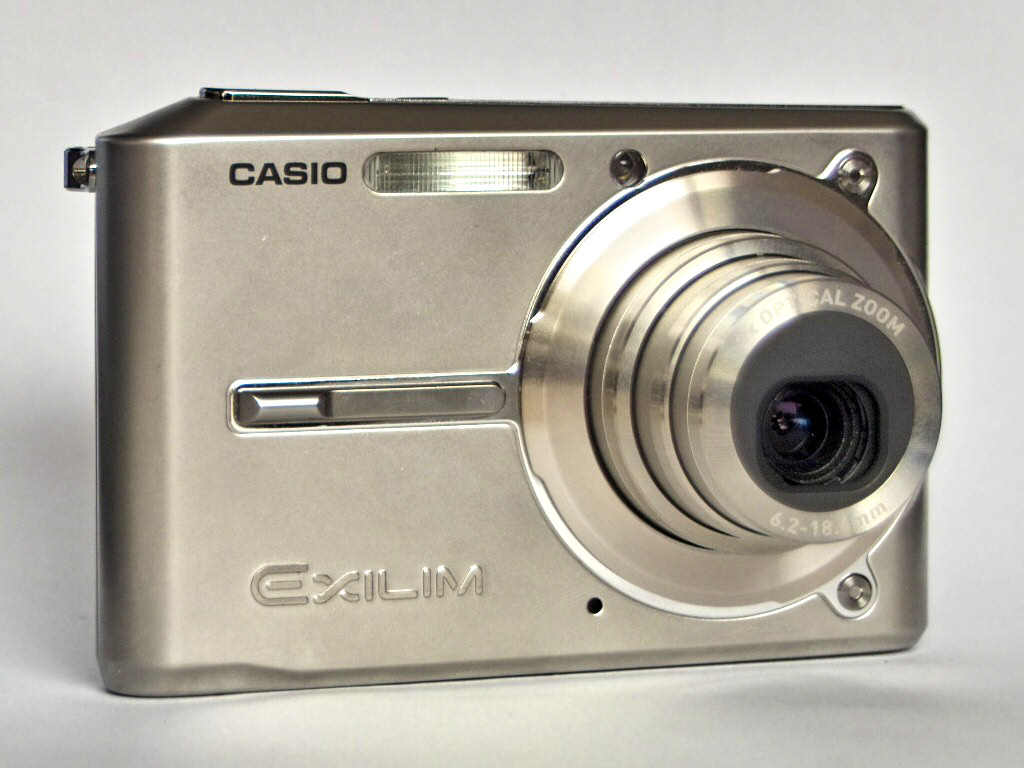
Cámara digital Casio EX-S600 front.
Teléfono móvil Casio Au W31CA CASIO.
Calculadora Casio HL-805
Calculadora Casio FX-702P
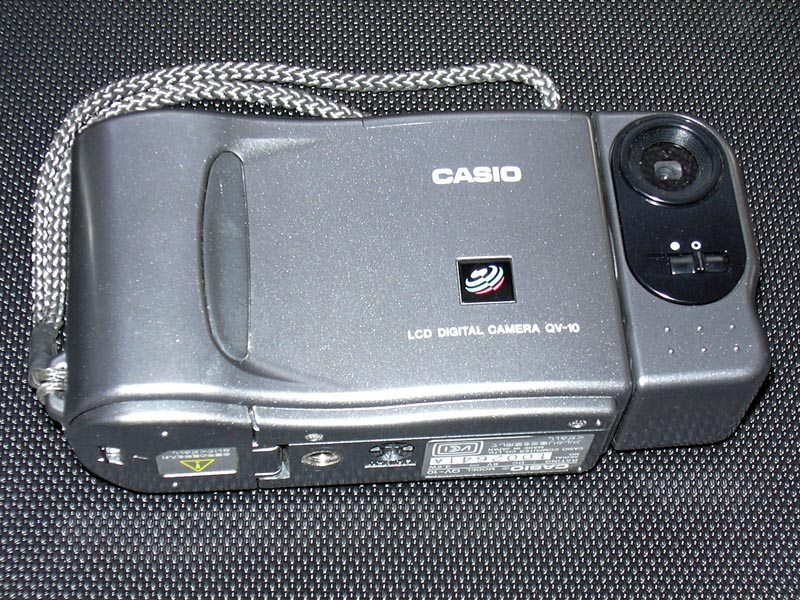
Casio QV-10
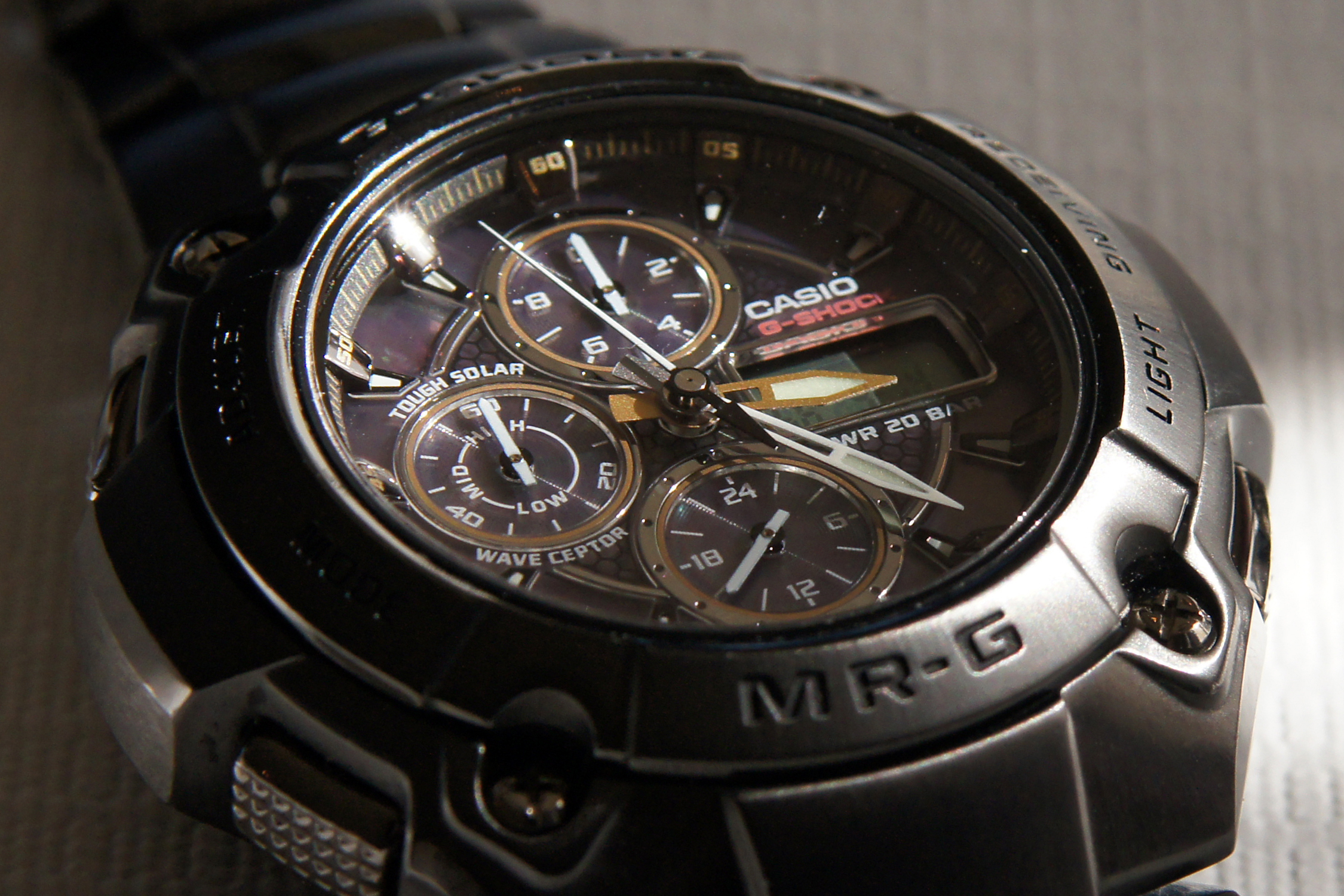
Reloj de pulsera Casio G-SHOCK MR-G The G MRG-7100BJ-1AJF02s5
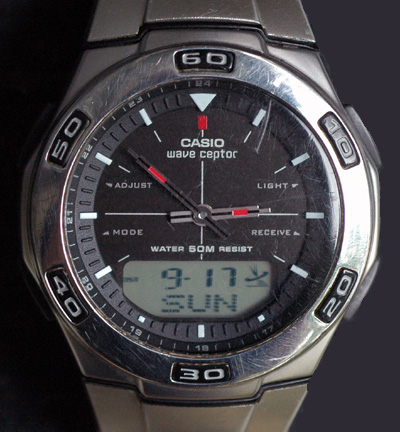
Reloj de pulsera Casio 400 "Wave Ceptor"
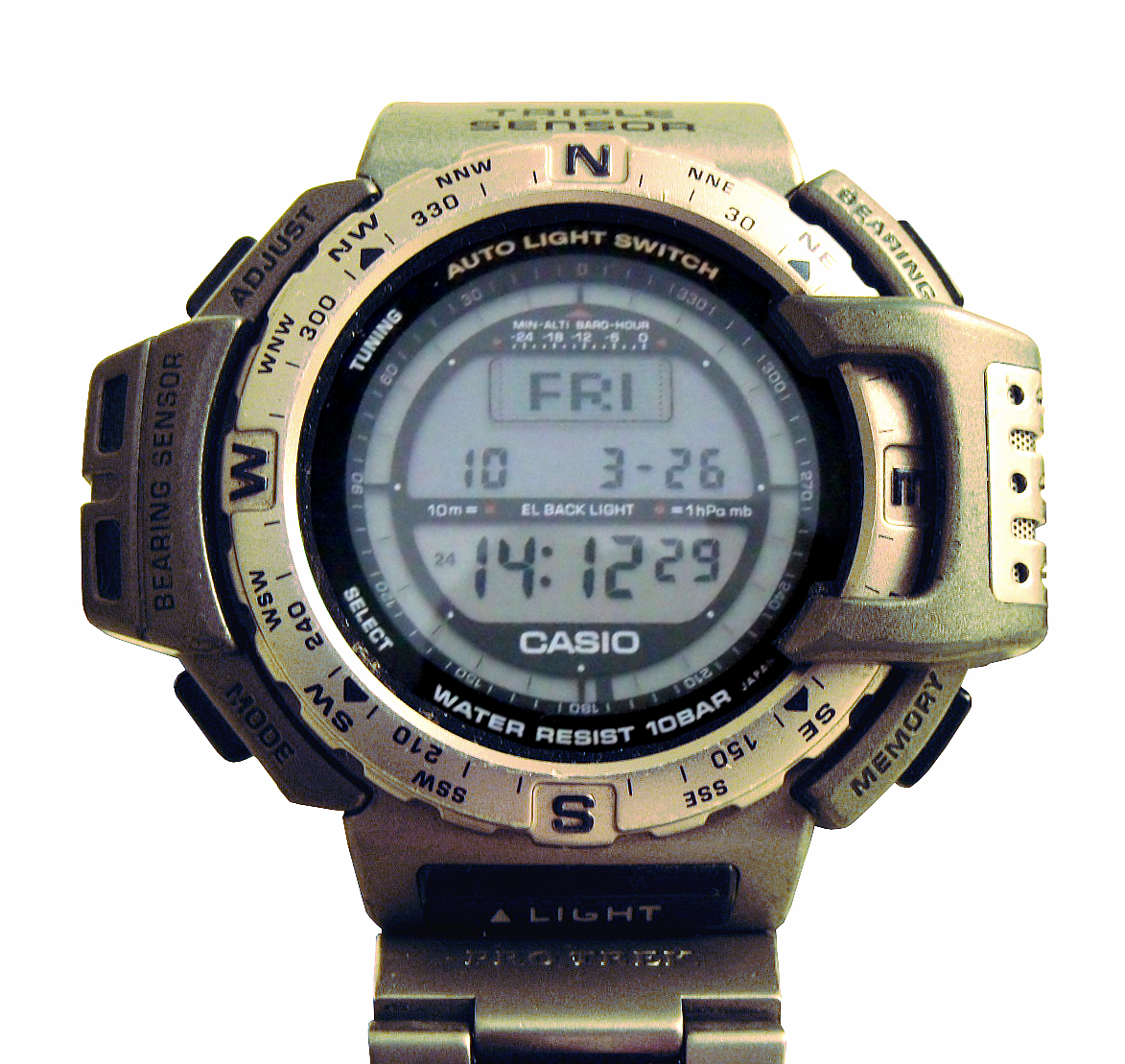
Reloj de pulsera Casio Triple Sensor Pro Trek
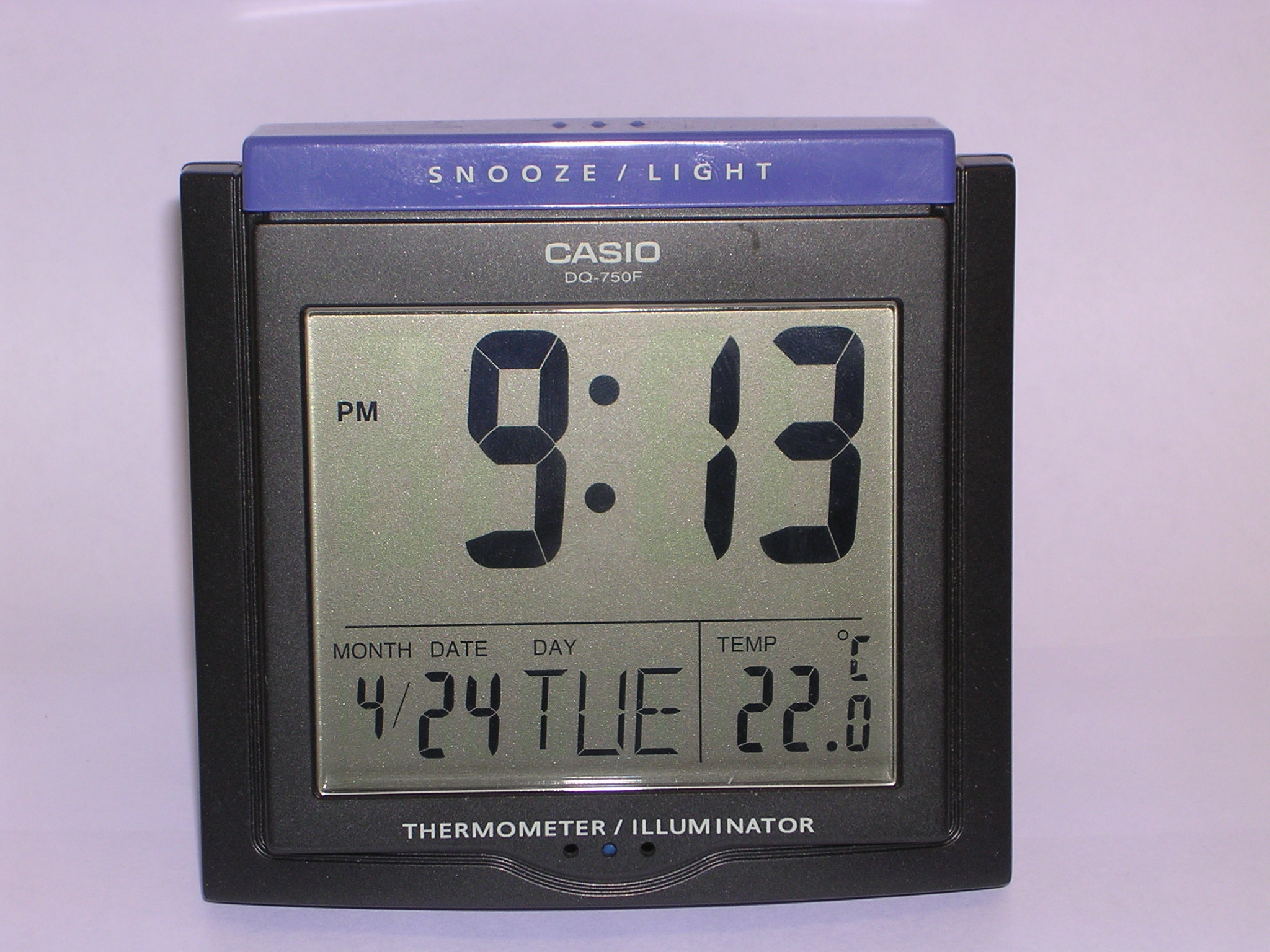
Reloj despertador digital Casio
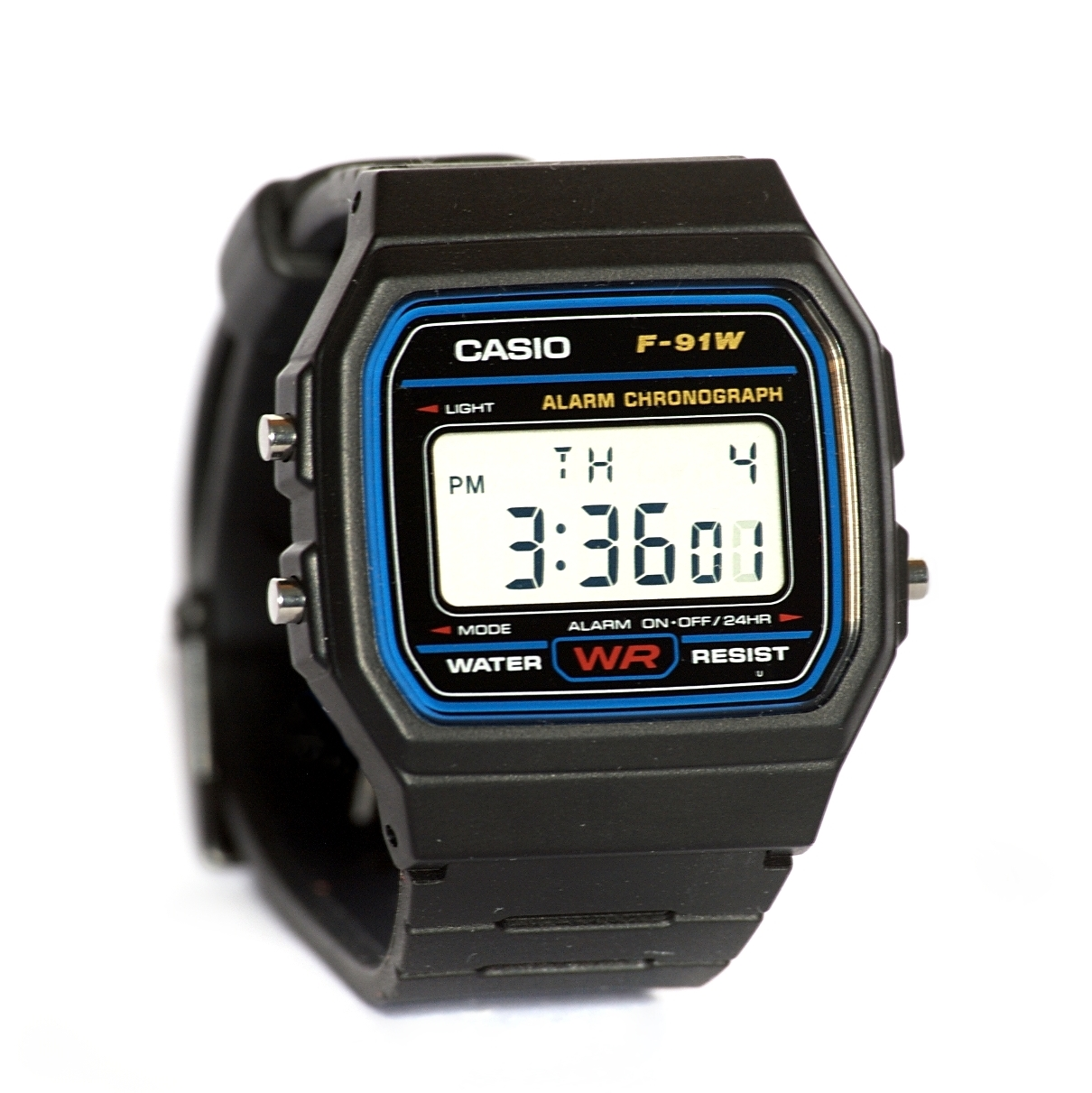
Reloj digital Casio F-91W.
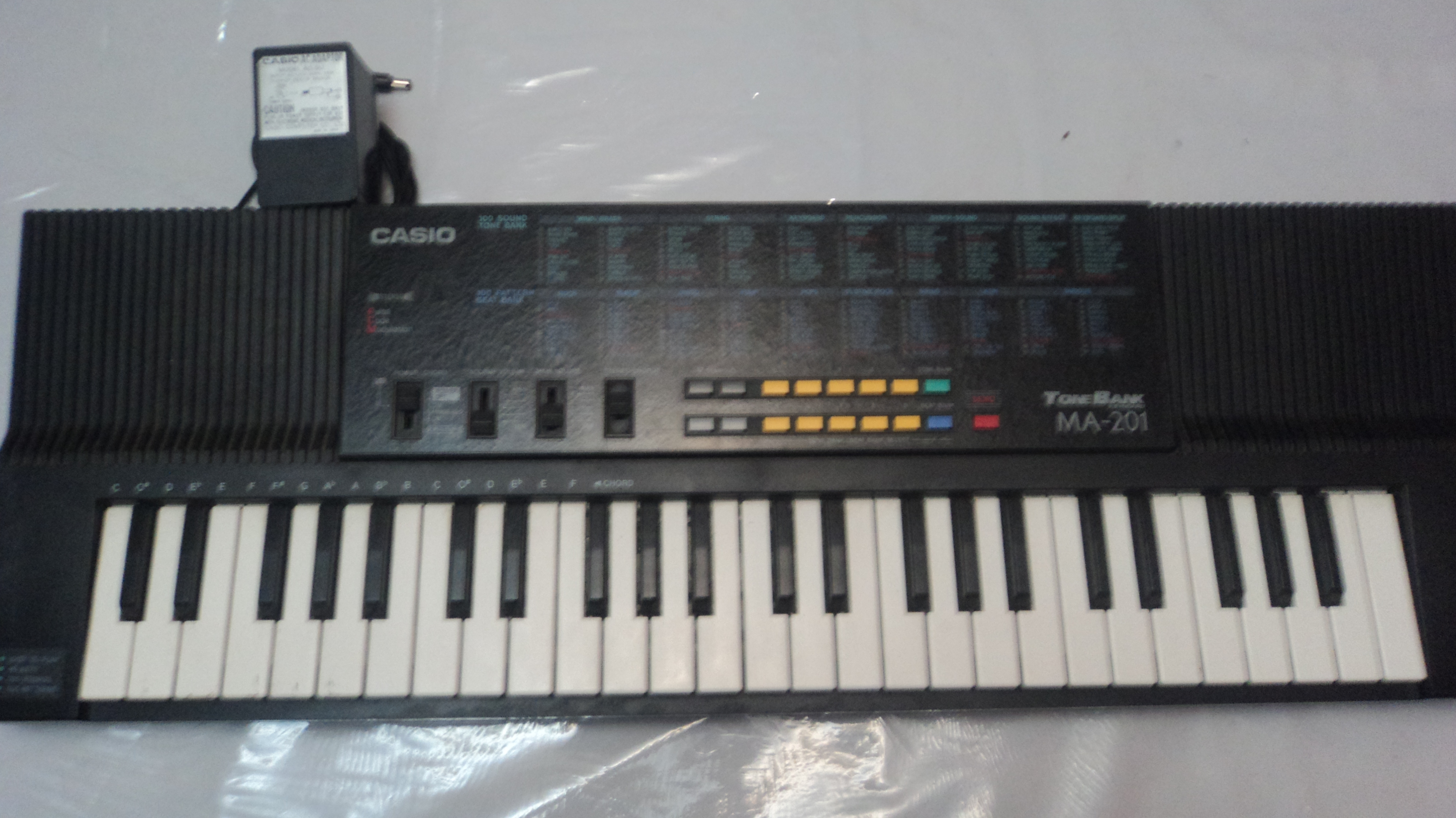
Teclado electrónico Casiotone